# بيرت يونج
بيرت يونج (بالإنجليزية: Burt Young)‏ (30 أبريل 1940 - 8 أكتوبر 2023)، هو ممثل، وكاتب، وممثل تعبيري، وممثل تلفزيوني من الولايات المتحدة الأمريكية . ولد في مدينة نيويورك.
توفي في أكتوبر 2023 عن عمر ناهز الثالثة والثمانين.

## الخدمة العسكرية
خدم في قوات مشاة بحرية الولايات المتحدة.

## روابط خارجية
- بيرت يونج على موقع IMDb (الإنجليزية)
- بيرت يونج على موقع ميتاكريتيك (الإنجليزية)
- بيرت يونج على موقع روتن توميتوز (الإنجليزية)
- بيرت يونج على موقع قاعدة بيانات الأفلام العربية
- بيرت يونج على موقع ألو سيني (الفرنسية)
- بيرت يونج على موقع أول موفي (الإنجليزية)
- بيرت يونج على موقع قاعدة بيانات برودواي على الإنترنت (الإنجليزية)
- بيرت يونج على موقع قاعدة بيانات الأفلام السويدية (السويدية)
- بيرت يونج على موقع إن إن دي بي (الإنجليزية)
- بيرت يونج على موقع قاعدة بيانات الفيلم (الإنجليزية)